# Wulf Kirsten

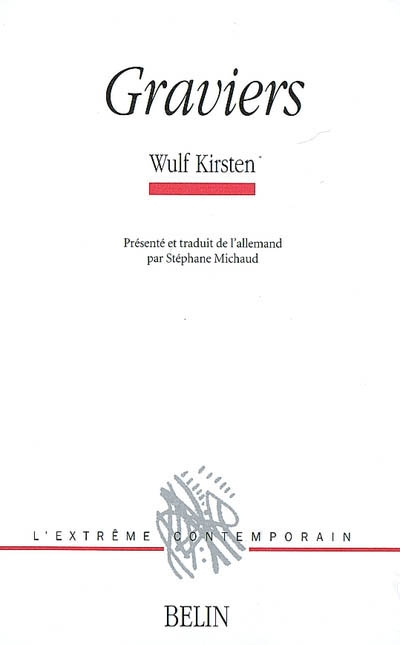
Graviers, 2009

Wulf Kirsten (* 21. Juni 1934 in Klipphausen, Amtshauptmannschaft Meißen; † 14. Dezember 2022 in Bad Berka) war ein deutscher Lyriker, Prosaist und Herausgeber.

## Leben
Wulf Kirsten, Sohn eines Steinmetzen, verbrachte seine Kindheit und Jugend in Klipphausen bei Dresden. Nach einer kaufmännischen Lehre arbeitete er als Buchhalter, Sachbearbeiter und Bauarbeiter. 1960 legte er an der Arbeiter-und-Bauern-Fakultät Leipzig sein Abitur ab und absolvierte bis 1964 ein Lehramtsstudium für Deutsch und Russisch in Leipzig. Die Studienzeit war vor allem durch eine intensive Beschäftigung mit Literatur geprägt – Kirsten nutzte intensiv die Deutsche Bücherei – sowie durch die Tätigkeit als freier Mitarbeiter für das Wörterbuch der obersächsischen Mundarten (Sächsische Akademie der Wissenschaften zu Leipzig), für das er mehr als tausend Belege aus seiner Heimat sammelte. Erste ernsthafte Schreibversuche während des Studiums führten zu Veröffentlichungen in literarischen Zeitschriften und Anthologien.
Nach seinem Studienabschluss arbeitete Kirsten kurze Zeit als Lehrer. 1965 wurde er Lektor beim Aufbau Verlag in Weimar, für den er bis 1987 tätig war.
Zwischen 1969 und 1970 absolvierte er einen neunmonatigen Sonderkurs am Literaturinstitut „Johannes R. Becher“ in Leipzig, wo er bei Georg Maurer studierte, der als Lyriklehrer eine ganze Generation von DDR-Autoren prägte. Kirsten wird daher der sogenannten Sächsischen Dichterschule zugerechnet. Er lernte dort den ebenfalls aus Sachsen stammenden Dichter Heinz Czechowski kennen, mit dem ihn für einige Jahre eine produktive Freundschaft verband.
Kirsten schrieb vor allem Lyrik, aber auch Prosa. Zwischen 1968 und 1977 erschienen mehrere Gedichtbände, 1984 ein Band mit zwei Prosatexten. Die Sammlung die erde bei Meißen (1986) enthält in chronologischer Reihenfolge die meisten der zwischen 1961 und 1982 entstandenen Gedichte. Für diese Publikation erhielt Kirsten 1987 den Peter-Huchel-Preis und wurde damit erstmals auch im Westen Deutschlands von einem breiteren Publikum als Lyriker wahrgenommen. Im selben Jahr entschied er sich für ein Leben als freier Schriftsteller, arbeitete daneben aber weiterhin als freier Lektor und Herausgeber.
In der Umbruchzeit von 1989/1990 engagierte sich Kirsten im Neuen Forum Weimar. Am 3. Oktober 1991 hielt er im Deutschen Nationaltheater Weimar die Laudatio für Erich Kranz, der stellvertretend für die in der Bürgerbewegung engagierten Bürger der Friedlichen Revolution in Weimar mit der Ehrenbürgerschaft der Stadt ausgezeichnet wurde. Darin bekannte sich Kirsten „voller Stolz zur Bürgerbewegung“. Bald zog er sich jedoch ernüchtert aus der Politik zurück.
Wulf Kirsten lebte und arbeitete in Weimar. Von 1992 bis 2010 erschienen seine Bücher im Zürcher Ammann Verlag; seit dessen Schließung werden sie bei S. Fischer verlegt. Ab Beginn der 1990er Jahre wurde Kirsten mehr und mehr als bedeutender deutscher Gegenwartsautor wahrgenommen und gewürdigt, was sich auch in einer Vielzahl von Auszeichnungen und Ehrungen ausdrückte. 2019 ehrte ihn Kirstens Geburtsort Klipphausen, deren Ehrenbürger er war, mit dem sieben Kilometer langen Wanderweg Sieben Sätze über meine Dörfer. Eine literarische Wanderung mit dem Dichter Wulf Kirsten mit gestalteten Gedichttafeln, den die Gemeinde Klipphausen 2023 um eine Reihe von Gedichttafeln auf insgesamt 30 erweiterte.
Kirsten starb 2022 im Alter von 88 Jahren.

## Werk
Im Nachwort zu seiner ersten größeren Gedichtsammlung satzanfang (1970) umreißt der junge Lyriker Wulf Kirsten auf knapp vier Seiten sein poetisches Programm. Es gehe ihm in seiner Lyrik um „ein tieferes Eindringen in die Natur, eine auf sinnlich vollkommene Rede abzielende Gegenständlichkeit, eine Mehrschichtigkeit, mit der soziale und historische Bezüge ins Naturbild kommen“ – kurz: um „soziale Naturbetrachtung“. Der Blick auf die Tradition sei hierfür genauso bedeutsam wie der Bezug zur Gegenwart, emotionale Nähe genauso wichtig wie kritische Distanz. Das „überschaubare Segment Welt“ der eigenen Herkunftslandschaft biete sich hierfür als Modellfall an. „Ich möchte den Werktag einer lokalisierten Agrarlandschaft, die für beliebig andere stehen mag, poetisieren (nicht romantisieren!), in einer aufgerauhten, ‚körnigen‘ Sprache, die ich dem Thema angemessen finde. Es soll ein unberühmter Landstrich in poetischer Rede, also preisend, vorgeführt werden.“
Dieser früheste autopoetologische Text benennt die wichtigsten Entwicklungsrichtungen und zentralen Motive von Kirstens Schaffen, die im Lauf der Jahrzehnte weiterentwickelt und differenziert wurden. Eine herausragende Stellung nimmt von Anfang an der Bezug auf die Landschaft als vom Menschen bearbeitete und veränderte Natur ein. Ähnlich wie Kito Lorenc und Heinz Czechowski wurde Kirsten von der DDR-Literaturkritik denn auch als „Landschafter“ (Adolf Endler) verstanden, eine Klassifizierung, die von der westdeutschen Kritik übernommen wurde.
Manifestiert sich der Blick in die Landschaft in Kirstens frühesten Gedichten mitunter noch als Fortschrittsglaube, Vertrauen auf die Technisierung und Bewunderung der menschlichen Leistungen, so wich er in den späten siebziger Jahren einer kritischen Perspektive. Zunehmend wird die Brutalität, Unausgewogenheit und Irreversibilität der menschlichen Eingriffe in die Natur thematisiert und die Konzentration auf das Verlorene wird als zentrales Thema immer deutlicher. Dabei ist die Zerstörung der Natur nur eine Konsequenz der insgesamt auf Verlust und Vergessen angelegten menschlichen Zivilisation. Mit Vorliebe wandte sich Kirsten Landschaften, Arealen, Themen, Personen oder Ereignissen zu, die durch die Selektionsmechanismen des kulturellen Gedächtnisses marginalisiert, verdrängt, vergessen wurden. Er bediente sich dazu einer rauen und widerspenstigen Sprache, die durchsetzt ist von sperrigen und ungewöhnlichen Dialekt- oder Fachwörtern. Auch die Neigung zum Nominalstil trägt zum Eindruck des Widerständigen bei.
Neben seiner Lyrik verfasste Kirsten zahlreiche Essays und Fachtexte im Rahmen seiner Tätigkeit als Lektor und Herausgeber, ferner Laudationes, Dankesreden und poetologische Texte. Die essayistische Prosa, deren wichtigste Texte in dem Band Textur (1998) gesammelt sind, zeigt den breiten literaturgeschichtlichen Bildungshintergrund Kirstens und setzt sich auch mit literarischen Quellen und Vorbildern auseinander, von denen er als Autor profitierte. Neben der Essayistik steht eine Reihe von Prosatexten, die man als „semifiktional“ bezeichnen könnte. Sie entziehen sich einer eindeutigen Gattungszuweisung und wurden vom Autor selbst mit Kleinstadtbild, Bericht oder Dorfkindheit untertitelt. Die Schlacht bei Kesselsdorf (1984) befasst sich mit der finalen Schlacht, die am 15. Dezember 1745 den Zweiten Schlesischen Krieg zugunsten der Preußen entschied. Kleewunsch (1984) zeichnet halb ironisch, halb liebevoll das Bild eines sächsischen Provinzstädtchens in der Zeit des Vormärz und der 1848er Revolution. Für beide Texte wertete Kirsten zahlreiche historische Quellen aus. Das im Jahr 2000 erschienene Buch Die Prinzessinnen im Krautgarten ist dagegen ein Stück selbst erlebter Kriegs- und Nachkriegsgeschichte. Es enthält elf autobiographische Texte, die in loser Chronologie Episoden aus Kirstens Kindheitsjahren aufgreifen.
Als Herausgeber machte sich Kirsten spätestens mit den dreibändigen Deutschsprachigen Erzählungen (1981, gemeinsam mit Konrad Paul) einen Namen. Im Jahre 1997 wurde die „Thüringen-Bibliothek“ (später „Edition Muschelkalk“) ins Leben gerufen, eine Reihe, in der bereits etablierte neben jungen aufstrebenden Thüringer Autoren veröffentlichten. 2002 gab Kirsten gemeinsam mit seinem Sohn Holm Kirsten das Buchenwald-Lesebuch mit Texten ehemaliger Häftlinge des Konzentrationslagers (u. a. Eugen Kogon, Ernst Wiechert, Bruno Heilig, Bruno Bettelheim, Robert Antelme, Jorge Semprún, H. G. Adler, Elie Wiesel, Imre Kertész, Ivan Ivanji und Fred Wander) heraus. 2010 erschien nach 23 Jahren Vorlauf im Ammann Verlag die ursprünglich als Pendant zu den Deutschsprachigen Erzählungen geplante und vorbereitete Lyrikanthologie »Beständig ist das leicht Verletzliche«. Gedichte in deutscher Sprache von Nietzsche bis Celan.

## Werke (Auswahl)
- Poesiealbum 4. Verlag Neues Leben, Berlin 1968.
- satzanfang. gedichte. Berlin / Weimar 1970.
- Ziegelbrennersprache. Gedichte. Darmstadt 1974.
- der landgänger. Gedichte. Düsseldorf / Krefeld 1976, ISBN 3-922690-12-2.
- Die Schlacht bei Kesselsdorf – Ein Bericht. Kleewunsch – Ein Kleinstadtbild. Berlin / Weimar 1984.
- der bleibaum. gedichte. Berlin / Weimar 1977.
- die erde bei Meißen. Gedichte. Frankfurt am Main 1987, ISBN 3-518-04424-9.
- Winterfreuden. Zwei Prosatexte. Warmbronn 1987, ISBN 3-924316-19-8.
- Veilchenzeit. Gedichte. Warmbronn 1989.
- Stimmenschotter. Gedichte. Zürich 1993, ISBN 3-250-10206-7.
- Textur. Reden und Aufsätze. Zürich 1998, ISBN 3-250-10394-2.
- Wettersturz. Gedichte. Zürich 1999, ISBN 3-250-10402-7.
- Die Prinzessinnen im Krautgarten. Eine Dorfkindheit. Zürich 2000, ISBN 3-492-23652-9.
- Zwischen Standort und Blickfeld. Gedichte und Paraphrasen. Warmbronn 2001, ISBN 3-932843-24-X.
- mit Harald Wenzel-Orf: Der Berg über der Stadt. Zwischen Goethe und Buchenwald. Zürich 2003, ISBN 3-250-10431-0.
- Erdlebenbilder. Gedichte aus fünfzig Jahren. 1954–2004. Zürich 2004, ISBN 3-250-10464-7.
- Steinmetzgarten. Das Uhrmacherhaus. Zwei Erzählungen. Warmbronn 2004, ISBN 3-932843-70-3.
- Brückengang. Reden und Essays. Zürich 2009, ISBN 978-3-250-30025-0.
- fliehende ansicht. Gedichte. S. Fischer Verlag, Frankfurt am Main 2012, ISBN 978-3-10-092125-3.
- was ich noch sagen wollte. Neue Gedichte (= Quartus-Miniaturen. Band 3). Quartus-Verlag, Bucha 2014, ISBN 978-3-943768-25-1.
- Wulf Kirsten – die Poesie der Landschaft. Gedichte, Gespräche, Lektüren. Hrsg.: Jan Volker Röhnert. Lyrik Kabinett, München 2016, ISBN 978-3-938776-41-4.
- Erdanziehung. Gedichte. S. Fischer Verlag, Frankfurt am Main 2019, ISBN 978-3-10-397429-4.
- Nachtfahrt. Autobiografische Prosa aus dem Nachlaß mit Radierungen von Susanne Theumer (= quartus-Essays. Band 2; Edition Ornament). quartus-Verlag, Bucha bei Jena 2023, ISBN 978-3-947646-52-4.

### Übersetzungen in andere Sprachen
- woherwohin-odkudkam. V překladu Ludvíka Kundery. Praha 2003, ISBN 80-86515-31-1.
- Graviers (choix de poèmes). Collection L’Extrême Contemporain. Hrsg. Stéphane Michaud. Paris 2009, ISBN 978-2-7011-5168-7.
- images filantes (poèmes). Traduction de Stéphane Michaud & texte allemand. Préface de Michel Deguy. Postface de Stéphane Michaud. La Dogana, Genf 2014, ISBN 978-2-940055-81-4.
- attraction terrestre (poèmes). Traduction de Stéphane Michaud & texte allemand. La Dogana, Genf 2020, ISBN 978-2-940055-90-6.

### Herausgeberschaft (Auswahl)
- mit Wolfgang Trampe: Don Juan überm Sund. Liebesgedichte. Berlin / Weimar 1975.
- mit Ulrich Berkes: Vor meinen Augen, hinter sieben Bergen. Gedichte vom Reisen. Eine Anthologie. Berlin / Weimar 1977.

- mit Konrad Paul: Deutschsprachige Erzählungen 1900–1945. 3 Bände. Berlin / Weimar 1981.
- Jakob Haringer: In die Dämmerung gesungen. Ausgewählte Gedichte. Berlin / Weimar 1982.
- mit Konrad Paul: Das Rendezvous im Zoo. Liebesgeschichten. Berlin / Weimar 1984.
- mit Ursula Heukamp, Heinz Kahlau: Die eigene Stimme. Lyrik der DDR. Berlin / Weimar 1988.
- Heinz Czechowski: Auf eine im Feuer versunkene Stadt. Gedichte und Prosa 1958–1988. Halle / Leipzig 1990.
- Eintragung ins Grundbuch. Thüringen im Gedicht; eine Auswahl. Hain-Verlag, Rudolstadt / Jena 1996, ISBN 3-930215-38-1.
- Harald Gerlach: Fortgesetzte Landnahme. Fußnoten zum Zeitgeist (= Thüringen-Bibliothek. Band 1). Rudolstadt 1997, ISBN 3-930215-31-4.
- Thomas Spaniel: deutsche vexierbilder. Gedichte (= Thüringen-Bibliothek. Band 2). Rudolstadt 1997, ISBN 3-930215-32-2.
- Hans Lucke: Jud Goethe. Roman (= Thüringen-Bibliothek. Band 3). Rudolstadt 1997, ISBN 3-930215-49-7.
- Bärbel Klässner: Nahe dem wortwendekreis. Gedichte und andere Texte (= Thüringen-Bibliothek. Band 4). Rudolstadt 1997, ISBN 3-930215-50-0.
- Radjo Monk: König im wüsten Land. Wahnfried Jokers Chronik 1959–1995 (= Thüringen-Bibliothek. Band 5). Rudolstadt 1998, ISBN 3-930215-71-3.
- Armin Müller: Klangholz. Kalendergeschichten (= Thüringen-Bibliothek. Band 6). Rudolstadt 1998, ISBN 3-930215-72-1.
- Johanna Lüdde: Fremde Ebenbilder. Gedichte (= Thüringen-Bibliothek. Band 7). Rudolstadt 1998, ISBN 3-930215-73-X.
- mit Peter Salomon: Der aussätzige Mai. Der Expressionist A. Rudolf Leinert (1898–1969). Ein Porträt. Eggingen 1999, ISBN 3-86142-118-6.
- Matthias Biskupek: Die geborene Heimat. Spöttische Lobreden (= Thüringen-Bibliothek. Band 8). Rudolstadt 1999, ISBN 3-930215-86-1.
- Hubert Schirneck: Der Tag, an dem mich Gregor Samsa besuchte und andere unglaubliche Begebenheiten (= Thüringen-Bibliothek. Band 9). Rudolstadt 1999, ISBN 3-930215-87-X.
- Tom Tritschel: engel und meier. Gedichte 1984–1998 (= Thüringen-Bibliothek. Band 10). Rudolstadt 1999, ISBN 3-930215-88-8.
- Wandern über dem Abgrund. Jakob van Hoddis nachgegangen. Eine Hommage. Bucha bei Jena 1999, ISBN 3-931505-32-4.
- Christoph Eisenhuth: Die Gewichte der Sonnenuhr. Gedichte (= Edition Muschelkalk. Band 4). Weimar 2001, ISBN 3-86160-304-7.
- Wolfgang Haak: Lebensumwege. Prosastücke in Kurzfassung (= Edition Muschelkalk. Band 5). Weimar 2001, ISBN 3-86160-305-5.
- Gisela Kraft: Rundgesang am Neujahrsmorgen. Eine Familienchronik (= Edition Muschelkalk. Band 6). Weimar 2001, ISBN 3-86160-306-3.
- mit Holm Kirsten: Stimmen aus Buchenwald. Ein Lesebuch. Wallstein, Göttingen 2002, ISBN 3-89244-574-5.
- mit Annelore Schlösser: Karl Schloss: Die Blumen werden in Rauch aufgehn. Ausgewählte Gedichte und Briefe. Frankfurt am Main 2003, ISBN 3-86099-498-0.
- Umkränzt von grünen Hügeln … Thüringen im Gedicht. Jena 2004, ISBN 3-931743-72-1.
- »Beständig ist das leicht Verletzliche« Gedichte in deutscher Sprache von Nietzsche bis Celan. Ammann Verlag, Zürich 2010, ISBN 978-3-250-10535-0.
- nach dem Original von André Verdet, gemeinsam mit Annette Seemann: Der gefesselte Wald. Gedichte aus Buchenwald. Wallstein, Göttingen 2013, ISBN 978-3-8353-1220-3.

## Auszeichnungen
- 1971: Förderungspreis Literatur der Akademie der Künste Berlin
- 1972: Louis-Fürnberg-Preis
- 1975: Jiri-Wolker-Medaille
- 1983: Literatur- und Kunstpreis der Stadt Weimar
- 1985: Johannes-R.-Becher-Medaille
- 1987: Peter-Huchel-Preis
- 1989: Heinrich-Mann-Preis
- 1990: Evangelischer Buchpreis des DVEB
- 1991: Förderpreis Literatur der Akademie der Künste Berlin
- 1993: Stadtschreiber Salzburg
- 1994: Elisabeth-Langgässer-Literaturpreis der Stadt Alzey
- 1994: Fedor-Malchow-Lyrikpreis
- 1994: Erwin-Strittmatter-Preis
- 1994: Weimar-Preis
- 1994: Lyrikerpreis der Hamburgischen Kulturstiftung
- 1996: Calwer Hermann-Hesse-Stipendium
- 1997: Deutscher Sprachpreis der Henning-Kaufmann-Stiftung zur Pflege der Reinheit der deutschen Sprache
- 1998: Stipendium des Künstlerhauses Edenkoben
- 1999: Stadtschreiber von Bergen-Enkheim
- 1999: Dresdner Stadtschreiber
- 1999: Horst-Bienek-Preis für Lyrik der Bayerischen Akademie der Schönen Künste
- 2000: Marie Luise Kaschnitz-Preis der Evangelischen Akademie Tutzing
- 2002: Schiller-Ring der Deutschen Schillerstiftung
- 2003: Ehrendoktorwürde der Friedrich-Schiller-Universität Jena
- 2004: Eichendorff-Literaturpreis
- 2005: Literaturpreis der Konrad-Adenauer-Stiftung
- 2006: Joseph-Breitbach-Preis
- 2006: Walter-Bauer-Preis
- 2008: Christian-Wagner-Preis
- 2010: Joachim-Ringelnatz-Preis
- 2015: Thüringer Literaturpreis
- Wulf-Kirsten-Wanderweg in/um Klipphausen, 2019 eröffnet[3]

## Mitgliedschaften
- Deutsche Akademie für Sprache und Dichtung (Darmstadt)
- Akademie der Künste (Berlin)
- Akademie der Wissenschaften und der Literatur Mainz[4]
- Freien Akademie der Künste zu Leipzig
- PEN-Zentrum Deutschland
- Literarische Gesellschaft Thüringen e. V. Sitz Weimar
- Kuratoriumsmitglied der Gesellschaft Anna Amalia Bibliothek e. V.